# Вечір проти Івана Купала
«Ве́чір про́ти Іва́на Купа́ла» — повість Миколи Гоголя з циклу «Вечори на хуторі біля Диканьки».

## Історія публікації
Вперше була надрукована 1830 року в лютневому і березневому випусках «Вітчизняних записок» без підпису автора, під заголовком «Бісаврюк, або Вечір проти Івана Купала. Малоросійська повість (з народного переказу), розказана дячком Покровської церкви». Видавцем були внесені в неї численні правки. Цією обставиною пояснюється текст, що з'явився у передмові, який висміює від імені оповідача редакторське самоуправство.

## Сюжет
Події відбуваються на хуторі. Там живе наймит Петро, який закоханий у дочку заможного козака Якова Коржа Пидірку. Одного разу, напередодні свята Івана Купала, Корж застає Петра у товаристві з Пидіркою. Він дає знати наймиту, що Пидірка ніколи не буде з ним. Тим часом на хуторі з'являється багатий шляхтич, за якого Корж хоче видати свою дочку заміж.
Петро з горя йде в шинок і зустрічає там Басаврюка — чорта, який прийняв образ людини. Басаврюк показує Петру червонці і обіцяє допомогти. Вночі вони вирушають до яру, де наймит знайшов квітку папороті і великий скарб. Там же на очах відьми Петро вимушений вбити молодшого сина Пидірки Івася, щоб золото перейшло у його руки. Після цього Корж змінює свою думку про Петра і видає Пидірку заміж за нього.
Однак, попри отримане багатство, колишній наймит душевно хворіє. Він весь час проводить разом зі знайденим скарбом і намагається щось згадати. Пидірка приводить до нього стару знахарку. Петро розуміє, що це саме та відьма, якій він колись віддав квітку папороті і кидає сокиру у чаклунку. Стара відьма зникає і на мить Пидірці являється привид Івася. Потім зникає і сам Петро, а золото в мішках перетворюється на черепи.
Пидірка постригається в черниці, жителі хутора переселяються на нове місце, а місцевому священику вдається вигнати Басаврюка.

## Похідні твори
П'єси
Михайло Старицький переробив українською «Ніч під Івана Купала» (надруковано в «Малоросійському театрі» 1890 року і в повному виданні творів). «Ніч під Івана Купала» переробила та видала ще й пані А. Шабельска.
Екранізації
- «Вечір на Івана Купала» (1968) — український радянський фільм режисера Юрія Іллєнка.
- «Квітка папороті» (1979) — український радянський мультфільм режисера Алли Грачови.

## Переклади українською
Станом на 2020 рік існує сім різних перекладів повісті Вечір проти Івана Купала українською: Данила Мордовця (Саратов, 1859), ??? (Львів, 1909), П.Г. (Ольгопіль, 1918), Дмитро Ревуцький (Київ, 1925), Іван Сенченко (Київ, 1952),  Інна Базилянська (Харків, 2006), та Юрко Винничук (Львів, 2019). Декілька разів Вечір проти Івана Купала, у складі збірок україномовних перекладів творів Гоголя, виходив в українській еміграції на Заході, але це були лише передруки вже зроблених в материковій Україні перекладів.
- Микола Гоголь. Вечеръ накануні Ивана Купала. Переклад з рос.: Данило Мордовець // Малорусский литературный сборник. Саратов: Тип. губерн. правления. 1859. 376 стор.: С. 155-178[9]
  - (передрук) Микола Гоголь. Вечір на передодні Івана Купала. Переклад з рос.: Данило Мордовець.[10] // Микола Гоголь. Вечери на хуторі близь Диканьки. Повісті, видані Пасічником Рудим Паньком: Т. 1. Перевів з московської: Ксенофонт Климкович. Львів: З печатні Михайла Поремби. 1864. 174 стор.: С. 79—109 (Руська читальня видавана Ксенофонтом Климковичем, № VI)[11][12]
- Микола Гоголь. Вечір напередодні Івана Купала. Переклад з рос.: ??? // Свобода. Л[ьвів].  1909. No. 14—19 (8 квіт. — 13 трав.).
- Микола Гоголь. Вечір перед Іваном Купайлою. Пер. П. Г. „Перший Крок“. М. Ольгопіль, на Поділлю, 1918, січень-лютий, с. 33—37.[13]
- Микола Гоголь. Ніч проти Івана Купайла. Переклад з рос.: Дмитро Ревуцький. Київ: Книгоспілка, 1925. 22 стор.[14]
  - (передрук) Микола Гоголь. Вечір проти Йвана Купайла. Переклад з рос.: Дмитро Ревуцький // Гоголь М. Твори, т. I. Вечорі на хутори під Діканькою. Повісті від пасічника Рудого Панька видані.[15] Пер з рос.: А. Ніковський та ин. Загальна редакція І. Лакизи та П. Филиповича. Київ, Книгоспілка, (1929), 234 стор.[16][17][18]
  - (передрук) Микола Гоголь. Вечір проти Івана Купала. Переклад з рос.: Дмитро Ревуцький за редакцією Миколи Голубця. // Микола Гоголь. Страшна помста та інші оповідання. Львів: Накладом Івана Тиктора. Пер з рос. Дмитро Ревуцький та ін.; з передмовою Миколи Голубця. 1933. С. 95—113. (Українська бібліотека, березень 1933. Ч. 3)
  - (передрук) Микола Гоголь. Вечір проти Івана Купала. Переклад з рос.: Дмитро Ревуцький за редакцією А. Хуторяна, Ф. Гавриша, та М. Щербака[19] // Микола Гоголь. Вибрані твори. Пер. з рос. за ред. А. Хуторяна, Ф. Гавриша, М. Щербака. Київ-Харків: Держлітвидав. 1935. 695 стор.: С. 38-46.[20]
  - (передрук) Микола Гоголь. Вечір проти Івана Купала. Переклад з рос.: Дмитро Ревуцький???[21] // Микола Гоголь. Вечори на хуторі біля Диканьки: Повісті, видані пасічником Рудим Паньком. Київ: ДВХЛ. Пер з рос.: ?; загальна редакція: П.Леонтьєв; малюнки: М. Дерегус. 1950. 202 стор.: С. 35—49.
  - (передрук) Микола Гоголь.Вечір проти Івана Купайла. Переклад з російської: Дмитро Ревуцький (прим. у самому виданні перекладача не вказано). // Микола Гоголь. Твори, Том I-II: Т. I. Переклад з рос.: Андрій Ніковський та ин. Нью Йорк: Видавниче Товариство Книгоспілка. 1955. 234 стор.: С. 39-56[22]
- Микола Гоголь. Вечір проти Івана Купала. Переклад з рос.: Іван Сенченко // Микола Гоголь. Твори у 3 томах. Том 1: Вечори на хуторі біля Диканьки. Миргород. Пер з рос.: Іван Сенченко та инші; загальна редакція: М. Гудзія. Київ: Видавництво художньої літератури, 1952. 525 стор.: С. 95-110
  - (передрук) Микола Гоголь. Вечір проти Івана Купала. Пер. з рос.: Іван Сенченко // Микола Гоголь. Вечори на хуторі біля Диканьки. Пер. з рос.: Іван Сенченко та ин. Київ: Дніпро, 1965. 270 стор.: С. ?-?
  - (передрук) Микола Гоголь. Вечір проти Івана Купала. Пер. з рос.: Іван Сенченко // Микола Гоголь. Вечори на хуторі біля Диканьки. Пер. з рос.: Іван Сенченко та ин. Київ: Дніпро, 1975. 381 стор.: С. ?-?
  - (передрук) Микола Гоголь. Вечір проти Івана Купала. Пер. з рос.: Іван Сенченко // Микола Гоголь. Вечори на хуторі біля Диканьки. Пер. з рос.: Іван Сенченко та ин. Київ: Молодь, 1982. 197 стор.: С. 35-50[23]
  - (передрук) Микола Гоголь. Вечір проти Івана Купала. Пер. з рос.: Іван Сенченко // Микола Гоголь. Програмні твори: Вечори на хуторі біля Диканьки. Тарас Бульба. Пер. з рос.: Іван Сенченко та ин. Київ: Обереги, 2000. 351 стор.: С. ?-? (Зарубіжна література в освіті. Хрестоматія) ISBN 966-513-150-8
  - (передрук) Микола Гоголь. Вечір проти Івана Купала. Пер. з рос.: Іван Сенченко // Микола Гоголь. Вечори на хуторі біля Диканьки. Тарас Бульба. Вій. Тернопіль: НК-Богдан, 2004. 336 стор. ISBN 966-692-369-6[24]
  - (передрук) Микола Гоголь. Вечір проти Івана Купала. Пер. з рос.: Іван Сенченко // Микола Гоголь. Зібрання творів: у 7 т.: Т. 1: Вечори на хуторі біля Диканьки. Редколегія: М. Г. Жулинський (голова) та інші. Переклад з рос.: Іван Сенченко та инші. Київ: Наукова думка. 2008. 256 стор.: сс. 61-74. ISBN 978-966-00-0895-3 (Т. 1) ISBN 978-966-00-0890-2 (серія)[25]
  - (передрук) Микола Гоголь. Вечір проти Івана Купала. Пер. з рос.: Іван Сенченко // Микола Гоголь. Вечори на хуторі біля Диканьки. Пер. з рос.: Іван Сенченко та ин. Київ: Махаон-Україна, 2009. 136 стор.: С. ?-?. ISBN 978-611-526-006-5
  - (передрук) Микола Гоголь. Вечір напередодні Івана Купала. Переклад з рос. Іван Сенченко. // Микола Гоголь. Повісті Гоголя. Найкращі українські переклади у 2-х томах: Т. 1. Переклад з рос. Іван Сенченко та інші; малюнки: Кость Лавро, Владислав Єрко. Київ: «А-БА-БА-ГА-ЛА-МА-ГА», 2009. 304 стор. ISBN 978-966-7047-95-5[26]
- Микола Гоголь. Вечір проти Івана Купала. Пер з рос.: Інна Базилянська // Микола Гоголь. Тарас Бульба. Вій. Вечори на хуторі поблизу Диканьки. Пер з рос.: Інна Базилянська; ред. Р. М. Дерев'янченко; малюнки: О. Панченко. Харків: Школа; Пілігрим. 2006. 415 стор. ISBN ? (Золота серія "Бібліотека пригод")

- (передрук) Микола Гоголь. Вечір проти Івана Купала. Пер з рос.: Інна Базилянська // Микола Гоголь. Тарас Бульба. Вій. Вечори на хуторі поблизу Диканьки. Пер з рос.: Інна Базилянська; малюнки: О. Панченко. Харків: Школа. 2009. 448 стор. ISBN 966-8114-59-6  (Золота серія "Бібліотека пригод")
- (передрук) Микола Гоголь. Вечір проти Івана Купала. Пер з рос.: Інна Базилянська // Микола Гоголь. Тарас Бульба. Вій. Вечори на хуторі поблизу Диканьки. Пер з рос.: Інна Базилянська; малюнки: О. Панченко. Харків: Школа. 2018. ISBN 978-966-429-526-7 (Золота серія "Бібліотека пригод")

- Микола Гоголь. Вечір проти Івана Купала. Переклад з рос.: Юрко Винничук // Микола Гоголь. Вечорниці на хуторі біля Диканьки. Переклад з рос.: Юрко Винничук. Львів: Terra Incognita. 368 стор.: С. 63-88. ISBN 978-617-7646-24-1